# Ла Грејнџ (Мисури)
Ла Грејнџ (енгл. La Grange) град је у америчкој савезној држави Мисури.

## Демографија
По попису из 2010. године број становника је 931, што је 69 (-6,9%) становника мање него 2000. године.
| Група             | 2000.       | 2010.       |
| Белци             | 865 (86,5%) | 800 (85,9%) |
| Афроамериканци    | 111 (11,1%) | 90 (9,7%)   |
| Азијати           | 0 (0,0%)    | 1 (0,1%)    |
| Хиспаноамериканци | 6 (0,6%)    | 8 (0,9%)    |
| Укупно            | 1.000       | 931         |